# Dancing with the Moonlit Knight
Pistes de Selling England by the Pound
I Know What I Like (In Your Wardrobe)
Dancing with the Moonlit Knight est une chanson du groupe de rock progressif Genesis, parue en 1973 sur l'album Selling England by the Pound.
Elle est le premier titre de l'album, qui tire son nom d'une phrase dans la chanson.

## Genèse et enregistrement
La chanson a été développée à partir de plusieurs morceaux de piano composées par le leader Peter Gabriel, qui ont ensuite été combinées avec la guitare de Steve Hackett pour composer la chanson. Elle devait à l'origine s'intituler Disney.

## Thèmes et composition

### Musique
La chanson est une des premières à utiliser du tapping, par le biais du guitariste Steve Hackett.
La fin de la chanson, qui contient un certain nombre de figures de guitare à douze cordes, était à l'origine censé faire la transition avec The Cinema Show (une autre chanson de l'album) pour faire une chanson d'environ 20 minutes. Cette idée a été abandonnée, car elle ressemblait trop à la chanson de 23 minutes Supper's Ready de Foxtrot, le précédent album du groupe.

### Paroles
Le thème de la chanson porte sur la mythologie ancestrale de l’Angleterre, la presse musicale jugeant que Genesis faisait trop d'efforts pour attirer le public américain.

## Réception
Le bassiste de Genesis, Mike Rutherford, a déclaré qu'il pensait que la chanson était une bonne ouverture pour l'album Selling England by the Pound, mais il était moins satisfait de l'ensemble de la chanson, déclarant qu'elle était « un peu chargée. » 
La dernière chanson de Genesis de l'ère Phil Collins, Paperlate, sortie en 1982, a été conçue lors d'une répétition de vérification du son de Dancing with The Moonlit Knight et tire son titre d'une phrase de la chanson.

### En concert

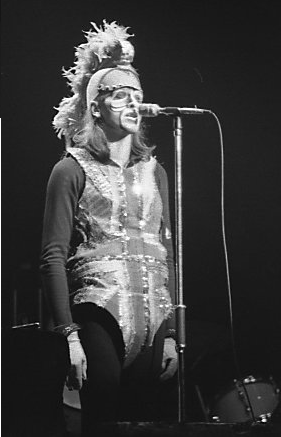
Peter Gabriel interpretant Dancing with the Moonlit Knight au Massey Hall de Toronto, le 8 novembre 1973.

Lors des interprétations en concert de Dancing with the Moonlit Knight, Peter Gabriel était vêtu d'une robe, d'un casque et d'une lance de l'Union Jack. La chanson a été retirée de la setlist du groupe après la sortie de The Lamb Lies Down on Broadway, et n'a été que rarement reprise par la suit.
La chanson est interprétée en rappel lors da tournée The Last Domino? Tour sous forme d'un medley avec The Carpet Crawlers.

## Musiciens
- Peter Gabriel : chant, flûte traversière, percussions
- Tony Banks : orgue Hammond, piano, synthétiseur ARP Pro Soloist, mellotron
- Steve Hackett : guitare électrique
- Mike Rutherford : guitare basse, sitar électrique
- Phil Collins : batterie, percussions, chœurs